# Archidiecezja Vaduz
Archidiecezja Vaduz (łac. Archidioecesis Vadutiensis, niem. Erzbistum Vaduz) – rzymskokatolicka archidiecezja z siedzibą w Vaduz – stolicy Księstwa Liechtenstein, obejmująca całą jego powierzchnię (ok. 160 km²). 

## Historia
Chrystianizacja ludności zamieszkującej terenów dzisiejszego Liechtensteinu nastąpiło około IV-V wieku. Ziemie te od początku podlegały biskupstwu w niedalekim Chur. Pierwsza świątynia w Liechtensteinie znajdowała się najprawdopodobniej na obszarze współczesnej kaplicy św. Piotra w mieście Schaan.
W XVI wieku w okresie reformacji, niektóre ziemie w sąsiedniej Gryzonii przeszły na nowe wyznania, jednak lokalni hrabiowie von Sulz pozostali przy katolicyzmie.
Po powstaniu Księstwa i później w XIX i XX wieku kościół katolicki miał duże znaczenie w kształtowaniu tożsamości narodowej Liechtensteińczyków. Dowodem na to jest Konstytucja Liechtensteinu z 1921 roku, która określa katolicyzm jako religię państwową: „Kościół rzymskokatolicki jest Kościołem państwowym i jako taki korzysta z pełnej ochrony państwa; innym wyznaniom gwarantuje się prawo do wyznawania i praktykowania swojej wiary w granicach określonych przez dobre obyczaje i porządek publiczny.”
Do końca XX wieku odsetek wyznawców katolicyzmu znacznie się zmniejszył (z 97% w 1930 do 76% w 2003 roku).
8 września 1985 odbyła się oficjalna wizyta Jana Pawła II w Księstwie w ramach podróży apostolskiej do Szwajcarii i Liechtensteinu. Na spotkanie z papieżem w centrum sportowym Eschen-Mauren przybyło około 35 000 ludzi.
W 1970 powstał dekanat Vaduz, podlegający pod diecezję Chur. 2 grudnia 1997 mocą konstytucji apostolskiej papieża Jana Pawła II Ad satius consulendum dekanat Vaduz został wydzielony z diecezji Chur i wyniesiony do rangi archidiecezji. Arcybiskupem Vaduz został liechtensteiński biskup z Chur – Wolfgan Haas, a pierwszy ingres odbył się 21 grudnia 1997. Kościół parafialny św. Floryna w Vaduz stał się archikatedrą.
20 września 2023 papież Franciszek przyjął rezygnację arcybiskupa Haas w związku z osiągnięciem przez niego wieku emerytalnego i mianował biskupa Feldkirch Benno Elbsa administratorem apostolskim sede vacante. Pomimo spekulacji o rozwiązaniu archidiecezji i jej wcieleniu do jednej z sąsiednich diecezji, arcybiskup Paul Gallagher, sekretarz ds. relacji z państwami w Sekretariacie Stanu Stolicy Apostolskiej, stwierdził, że będzie ona dalej funkcjonować, a poparcie dla niezależności Vaduz wyraził również książę Alojzy. 

## Patroni i święta
Najważniejszą patronką archidiecezji Vaduz jest Najświętsza Maryja Panna. Dodatkowymi patronami są: św. Lucjusz z Chur – misjonarz i męczennik, który chrystianizował ziemie Księstwa przed rokiem 700, patron Księstwa Liechtensteinu (wspomnienie liturgiczne: 2 grudnia); oraz św. Floryn z Chur – patron archikatedry w Vaduz (wspomnienie liturgiczne: 17 listopada).
Najważniejszym świętem jest Święto Narodzenia Najświętszej Maryi Panny obchodzone 18 września.

## Struktura
Archidiecezja Vaduz nie należy do żadnej konferencji biskupów, a odpowiada bezpośrednio przez Stolicą Apostolską. W skład archidiecezji Vaduz wchodzi dziesięć parafii, zlokalizowanych w dziesięciu gminach (jedyną gminą nie posiadającą własnej parafii jest Planken).
- Parafia św. Mikołaja i Marcina w Balzers;
- Parafia Wniebowzięcia NMP w Bendern;
- Parafia św. Marcina w Eschen;
- Parafia św. Piotra i Pawła w Mauren;
- Parafia św. Frydolina w Ruggell;
- Parafia św. Wawrzyńca w Schaan;
- Parafia Niepokalanego Serca NMP w Schellenbergu;
- Parafia św. Gawła i Marcina w Triesen;
- Parafia św. Józefa w Triesenbergu;
- Parafia św. Floryna w Vaduz.

## Wierni
Według danych z 2015 wyznanie katolickie w Liechtensteinie deklaruje 27 599 mieszkańców, czyli 73,4% populacji Księstwa.

## Arcybiskupi
| Czas urzędowania                 | Biskup | Biskup        | Uwagi                                                |
| -------------------------------- | ------ | ------------- | ---------------------------------------------------- |
| 21 grudnia 1997-20 września 2023 |        | Wolfgang Haas | pierwszy arcybiskup diecezji Vaduz, były biskup Chur |
| od 20 września 2023              | wakat  | wakat         | wakat                                                |